# 砂漠の惑星

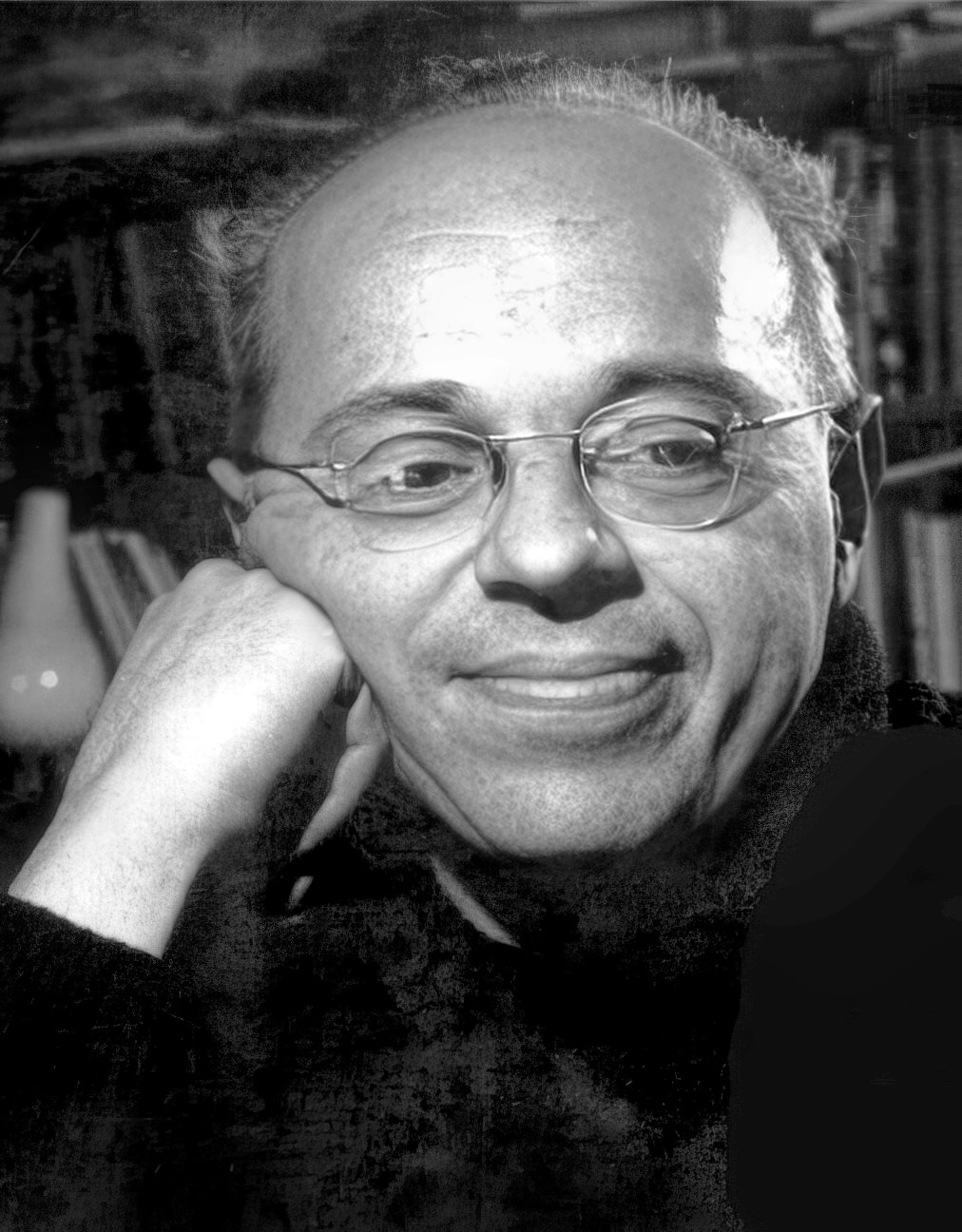
スタニスワフ・レム

『砂漠の惑星』（さばくのわくせい、原題: Niezwyciężony ）は、1964年に出版されたスタニスワフ・レムのSF小説。原題の意味は「無敵」。ちなみに邦題タイトルが似ている『デューン/砂の惑星』はフランク・ハーバートによるSF小説で関係はない。

## あらすじ
6年前に消息を絶った「コンドル号」を捜索するため、同型の宇宙巡洋艦「無敵号」はこと座のレギス第Ⅲ惑星に降り立った。コンドル号からの連絡は、次のようなものだった。「惑星への着陸完了。ここは砂漠の惑星だ。われわれは探査を開始する」。その40分後には、意味のわからない断続音と奇妙な音が送られてきた。それがコンドル号から最後の通信だった。
その星は地球と似た環境で、酸素濃度が16パーセントもありながら、地上に生物の存在が確認されない惑星であった。無敵号からは観測衛星が打ち上げられ、それは都市のようなものを撮影した。調査隊がそこを訪れると、タングステンとニッケルが混じった鋼鉄で造られた構造物があった。やがて別の調査隊がコンドル号の船体を発見した。その船体はハッチが開いているものの、なんらかの攻撃を受けたような形跡はない。船体の周りには酸素ボンベ、缶詰、双眼鏡などが無造作に散乱している。人間の白骨死体も何体かあった。エレベータを動かして船内に入ると、そこは混乱状態であり、備品が散乱し本は破られ、ミイラ化した死体がころがっていた。コンドル号の冷凍睡眠室から１人の男が発見された。生き返すことはできなかったが、その最後の意識を「棺桶聴診器」で聞くことができた。それは幼児のような「ママ…。ママ…」だった。
無敵号の乗組員は３班にわかれて、それぞれがコンドル号、都市、砂漠の調査を始めた。砂漠に行ったグループで事故が起こった。金属質の洞窟に入った１人の男が、完全な記憶喪失になったのだ。それは強度の磁気衝撃による症状に似ていたが、医師の必至の治療にもかかわらずその男は回復しなかった。着陸してから19日目に黒い雲が現れたので、外にいた人間は防御用バリアに避難した。黒雲が去ったあとバリアのそばには、黒い金属粒がハエの死骸のように散らばっていた。コンドル号の調査が一段落したので、新たに発見された金属地層を調べることになった。22人の隊員と12台のロボット、多数の武器と装備を積んだ車両群で構成された、一大探検隊が出発した。その連絡が途絶えた。捜索するため、偵察用飛行機が発進し、黒い雲に突入したところ、レーダーが使えず無線通信も不能になった。その雲は金属でできていた。別の黒雲も現れて飛行機を囲みはじめ、ついに飛行機は帰還しなかった。地上からの捜索隊も出発した。捜索隊員は、重装備のほかに反物質放射器も持っていた。捜索隊は人間と車両を発見したが、４人が行方不明になっていた。死体はひとつもない。残りの18人も記憶を失い、あの洞窟に入った男と同じく幼児のようになっていた。
都市と黒い雲の関係、人間の記憶をなくすものについての仮説が立てられた。太古の昔に、自動機械を創造した高度の文明を持つ種族がいた。機械には自らを改良し、自己増殖する機能があった。創造主の手を離れたあとで、この惑星の動物と植物との生存競争を経て、自動機械は２つのグループに分かれた。地上に生命がいないことはこれで説明がつく。１つのグループは大型化し、都市のようなものを作った。片方は小型化し、黒雲を構成する微小機械になった。やがて機械の都市は滅びたが、黒雲は生き残って活動を続けている。それらの発する強力な磁気が、人間の脳を狂わせるのだと。行方不明の４人を探すため、再び捜索隊が編成された。

## 日本語訳
- 砂漠の惑星 （飯田規和訳、早川書房、世界SF全集23 、1968年11月）
- 砂漠の惑星 （飯田規和訳、ハヤカワ文庫、1977年12月） - 2006年6月に新装版が出版。解説は上遠野浩平。
- インヴィンシブル（関口時正訳、国書刊行会、2021年9月）-〈スタニスワフ・レム・コレクション〉第2期（全6巻＋別巻1）